# 比利時法語

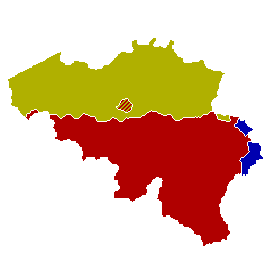
比利时法语主要用于比利时法语社群（图中红色部分）

比利时法语（法語：français de Belgique）是主要在比利时法语社群中使用的法语变体，相关的少数民族方言有瓦隆语、皮卡第语、香槟语和洛林语。刚果民主共和国、卢旺达和布隆迪等前比利时殖民地所用的法语也可看作是比利时法语的分支。比利时法语和法国北部的法语几乎完全相同，但仍有语音和词汇上的差别。

## 历史
历史上，比利时法语区从未成为单一政治实体，直到法国大革命和法兰西第一帝国时期才统一于法国，而之前该地区也从未属于法国。这一地区由埃诺伯国、那慕尔伯国、列日采邑主教区、斯塔沃洛-马尔默迪亲王国以及布拉班特公国南部、卢森堡公国西部组成。
克洛维时代的首都图尔奈（位于今瓦隆尼亚地区）是一座古罗马城市，因此拉丁语在此地应用比低地国家其他地区使用更多。两个世纪后，加洛林王朝逐渐打败了墨洛温王朝。他们都以列日为基地，正好位于瓦隆地区两端。直到今天，图尔奈和列日仍然分别是比利时法语区界线的西端和东端，两座城市以北的地区都不使用法语。墨洛温王朝和加洛林王朝法庭对拉丁语向其他低地日耳曼国家的传播起了重要作用，因此拉丁语自然而然进入了当地法语（或瓦隆方言），而并不需要将此地归属法国。
然而，与法国北部接壤、大量的通婚案例（分别源自边界两边的姓氏却在两国均有存在可证明这一点）、紧密的经济联系、1792年和1815年法国的占领、教育中对法语的标准化，以及现代媒体等因素，都促使现代比利时法语与法国法语几乎一致。实际上，和标准法语相比，法国南部的法语无论是口音还是用法，都比现在的比利时法语差别更大。

## 受到的影响
直到20世纪初，比利时南部使用法语的地区，即今瓦隆尼亚地区的大部分居民仍使用瓦隆语，并且很多人同时会讲法语和瓦隆语，因此瓦隆语对比利时法语的发展有很大影响；因为与使用荷兰语的佛兰德地区交界，因此又引入了大量荷兰语各种方言的词汇；从更低程度讲，因为与德国接壤，加上第一次世界大战后部分使用德语的人口被划入比利时，又带入了一些德语成分。

## 发音不同点
法国法语和比利时法语有一些延续的语音学区分，但通常相当于法国各地方言之间的区别。比利时法语区内部语音也并非一致，城市之间也会有地区性口音（如著名的列日腔），但整体上口音轻重程度更多由社会阶层和教育程度而定。劳动人民口音相对较重较典型，而很多中上层人士口音接近标准音。
主要的语音差异有：
- 缺少/ɥ/的近似音：/ɥi/的复合音换成/wi/，其他情况下/ɥ/成为完整元音/y/。故对于大部分使用法语的比利时人来说，enfuir（逃跑）和enfouir（掩埋）是同音词。
- 鼻音/ɛ̃/和/œ̃/的区别仍然保留，而在法国很多地方两种发音已经融合。因此brin（茎）和brun（棕色）对很多法国人来说是同音词，但对于比利时人却不是。
- 元音/ɛ/和/ɛː/的区别仍然保留，而在法国两种发音已经融合。因此mettre和maître不是同音词。
- 元音/o/和/ɔ/的区别仍然保留。因此peau和pot不是同音词。
- 元音/a/和/aː/的区别仍然保留，而在法国两种发音已经融合。因此patte和pâte不是同音词。
- 长短元音之间有明显区分。
- 字母“w”几乎总是读作与英语相同的/w/，也大体等于弗拉芒语的“w”；而在法国则通常如同德语一样读作/v/。例如，wagon（火车车厢）在标准法语中读作/vaɡɔ̃/，但在比利时法语中读作/waɡɔ̃/。
- 某些人词尾停顿音弱化，例如“d”成为“t”，“b”成为“p”，“g”成为“k”。Combined with the dropping of consonants in final consonant clusters, 导致/ɡʁɑ̃t/替代/ɡʁɑ̃d/（“grande”）和/taːp/替代/tabl/（“table”）。

某些口音，例如部分市区（尤其是布鲁塞尔和列日）和年长者口音与标准法语区别较大。如字母“h”在标准法语中不发音，但在列日及周边地区的口音中，这个字母在某些位置发音，年长者尤为明显。这种方言也以其缓慢而略似唱歌的重音著名，这一特点在韦尔维耶以东较远地区更为强烈。

## 词汇
比利时法语独有的词汇被称为“Belgicisme”（法语：belgicisme）。这个名字同样适用于比利时特有的荷兰语词汇。很多人试图为这类词汇列出完整列表，以下是部分较为常见的例子：
- septante表示“七十”、nonante表示“九十”，而标准法语分别表示为soixante-dix（字面意思“60+10”）和quatre-vingt-dix（“4×20+10”）。这两个词汇亦见于瑞士法语，但不像瑞士法语一样用huitante（“八十”）代替quatre-vingts （“4×20”）。事实上，这两个词尽管现在被认为是比利时或瑞士特有词汇，但在法国直到大约16世纪也仍然常用，后来才被现在的形式取代[1]。
- 动词savoir在表示“有能力做某事”时一般代替pouvoir；而在其他法语变体中，“savoir”只表示“知道”。因此比利时法语中Je ne sais pas dormir意思是“我睡不着”，Je ne peux pas dormir意思是“不准我睡觉”。这种用法经常导致其他法语变体使用者的困惑，他们将第一句理解为“我不知道怎么睡觉”。
- 一日三餐的名称不同，如下表所列。比利时、瑞士、加拿大法语的“早餐”——déjeuner源于意为“to break the fast”的动词，而标准法语中早餐名为petit déjeuner。souper在法国表示去过歌剧院、剧场或参加类似夜间活动之后的宵夜。

| 中文           | 比利时、瑞士、加拿大法语 | 标准法语       |
| -------------- | ------------------------ | -------------- |
| 早饭           | déjeuner                 | petit déjeuner |
| 午饭           | dîner                    | déjeuner       |
| 晚饭（出门前） | souper                   | dîner          |
| 宵夜（出门后） | （无）                   | souper         |
- 大量瓦隆语词汇进入比利时法语，瓦隆东部地区尤为明显。例如Qu'à torate（a cognate of à bientôt，“回见”）、pèkèt （“jenever”）、barakî（类似于英式英语词chav）。
- 也有明显受到日耳曼语言影响的痕迹：
  - 市长称为bourgmestre而不是标准法语的maire，受荷兰语burgemeester影响
  - crolle（“卷曲”、“缠绕”）受荷兰语词krul的布拉班发音影响
  - s'il vous plaît表示“请”或者在向他人递东西时表示“这儿”，而在标准法语中只有“请”的意思。“voilà”也表示“这儿”。与荷兰语alstublieft用法对应
  - sûr（来自荷兰语zuur）意为“酸味的”，而法国使用acide
  - dringuelle，标准法语“pourboire”，意为“小费”，源自荷兰语词汇drinkgeld，但布鲁塞尔较少用该词。

## 语法
来自日耳曼语言，尤其是荷兰语的影响很明显
- Ça me goûte，标准法语“ça me plait”，意思是“我喜欢（某种食物）”，模仿荷兰语Dat smaakt
- Tu viens avec ?，标准法语“Tu m'accompagnes ?”，意思是“你和？来”，模仿荷兰语Kom je mee?
- Ça tire ici（此句主要在布鲁塞尔使用），标准法语“Il y a un courant d'air”，意思是“有一股气流”，模仿比利时荷兰语Het trekt hier
- pour moi + 动词的句式；例如，“Passe-moi un bic, pour moi écrire”，标准法语“Donne-moi un stylo, afin que je puisse écrire”“给我一支钢笔写字”，荷兰语语法结构（“om te +动词”）
- “Qu'est-ce que c'est que ça pour un animal ?”标准法语“Quelle sorte d'animal est-ce là ?”，意思是“这动物是什么种类？” 荷兰语“Wat is dat voor een dier ?”
- Une fois（原意大致相当于英语的“once”，一次，一旦）用于句中（尤其在布鲁塞尔），是荷兰语“eens”的直译，无法确切译成外文，作用只是使句子的意思更委婉，例如：“Viens une fois ici”，字面意思是“来这儿一下”。模仿比利时口音的法国人往往错误地在句末使用大量的“Une fois”。

## 參见
- 法語方言
- 比利时荷兰语，比利时主要口语之一，与法语和德语并为三种官方语言。
- 瓦隆语，一种孤立的罗曼语，与法语相似，使用于比利时。
- 瑞士法語